# Musca costalis
Musca costalis là một loài ruồi trong họ Tachinidae.